# 交鈔

至元通行寳鈔とその原版。上段左の欄にパスパ文字で「至元寳鈔（jˇi ’ŭen baw č‘aw）」と書かれている。

交鈔（こうしょう）とは中国の金王朝と元王朝の時代に発行された紙幣を指す。元のもとでは1260年から1356年にかけて中国で流通した。世界初の紙幣としては宋王朝の交子があり、交鈔はさらに広範な領域で通貨として流通した。宋の交子が当初は鉄貨の引換券だったのに対して、交鈔は当初から通貨として発行されたという特徴をもつ。

## 概要

### 金王朝
交鈔という名称の紙幣は、女真族の王朝である金の時代から存在していた。華北では銅が不足しており銅貨の発行に支障があったため、金は北宋を滅ぼしたのちに、宋の交子にならって紙幣と銀を導入した。こうして海陵王の時代に交鈔が発行され、のちに銀の貨幣として承安宝貨や、馬蹄銀である秤量貨幣の元宝銀も発行された。しかし交鈔は増発がされてインフレーションを起こし、金の滅亡の一因にもなった。

### モンゴル帝国
モンゴル帝国は金を滅ぼしたのちに、金の貨幣制度を引き継いで、第2代皇帝のオゴデイは1236年に交鈔を発行した。江南の征服前には銅が不足していた点も理由となった。モンゴル帝国に仕えた耶律楚材は、金の先例をふまえて交鈔の発行量を調整するよう提言して、当初は1万錠（50万貫）が上限と定められた。オゴデイの時代には、他のモンゴル族や漢人の諸侯も紙幣を発行しており、統一されていなかった。
第5代皇帝クビライによって元王朝が成立すると、中統元年（1260年）に諸路通行中統元宝交鈔（中統鈔）が7万3千錠（365万貫）発行されて通貨が統一された。紙幣は銅貨の代わりとされたために銅貨と同じ単位が用いられて、10文から2貫文までがあり、2貫文の交鈔は銀1両の比率とされた。交鈔と銀の交換を可能とするための兌換準備金にあたる鈔本は、銀1万2千錠が用意された。交鈔の流通を安定させるために、受け取りを拒否する者や偽造した者は死罪とされた。
中統鈔は、中統元年（1260年）から至元10年（1273年）にかけては数万錠の増加であったが、元が南宋から領土を獲得するにつれて急増して、至元11年（1274年）から至元23年（1286年）にかけては1350万錠が発行されて価値の下落が生じる。元は対策として至元24年（1287年）に至元通行宝鈔を発行して、至元鈔と中統鈔の比率を1対5として回収にあたって通貨安定をはかる。あわせて交鈔を塩と交換できるようにして、政府は塩の専売で利益を得る一方で、紙幣の価値を塩によって保証して信用を保った。また、塩との引換券である塩引を販売して、通貨としても流通させた。
安定策がとられたものの、交鈔のインフレーションは進行する。第7代皇帝カイシャンは、さらなる対策として至大2年（1309年）に至大銀鈔を発行して、今度は至元鈔と1対5で交換された。しかし第8代皇帝アユルバルワダは至大銀鈔を廃止してクビライ時代の至元鈔へと戻す。第15代皇帝トゴン・テムルは至正10年（1350年）に至正交鈔を発行して至元鈔と1対5の比率を定めたが、紙幣にかわって銅銭の流通が増えるようになる。やがて至正16年（1356年）に交鈔は廃止されて、トゴン・テムルは至正28年（1368年）にモンゴリアへと逃走した。

## 製法、形状
中統鈔の材料は桑の樹皮であり、繊維状にした内皮にニカワを混ぜて薄くのばして縦長に裁断し、銅版画で印刷して皇帝の御璽を押印した。中統鈔には皇帝の権威を表す龍や銅貨の図柄、額面金額、発行所、発行所の役人の名前、製造所、そして偽造者を惨殺刑とする文言が印刷された。この形式は、後世の中国の紙幣にも影響を与えた。中統鈔のサイズは272×188ミリ、至元鈔のサイズは300×222ミリが定められていた。

## 影響
紙幣の存在は、中世ヨーロッパやイスラーム世界の外来者を驚かせた。13世紀末のヴェネツィア出身の旅行者マルコ・ポーロの『東方見聞録』や、フィレンツェ商人のペゴロッティが1330年代頃に編纂したとされる『商業指南』、マグリブ出身のイブン・バットゥータの『大旅行記』などで交鈔について語られている。
彼らが物を売ったり買ったりするのに使う紙のディルハム貨（紙幣）の説明

 シナ人は、ディーナール［金貨］やディルハム［銀貨］を商売に使わない。上述したように、［外国との取引きで］彼らの国に利益として得られたそうしたもの（金貨や銀貨）のすべてについて、彼らは鋳塊に溶かしてしまうためであり、［それに代わって国内における］彼らの売り買いは、紙片によってのみ行われる。その一つひとつの紙片は 手のひらほど［の大きさ］で、皇帝（スルタン）の印璽が推され、その紙片二十五枚が〈バーリシュト〉と呼ばれ、われわれの［国にある］一ディナール［の価値］に相当する。その紙［幣］が人の手で［誤って］破かれた場合、その者はわれわれのところにある造幣局のような役所（ダール）に持っていき、それと交換で、新しいもの（新札）を受け取り、それ（破れた古札）を提出する。なお、それには［手数］料金といったものは一切徴収されない。なぜならば、その業務を管理している人たちは、皇帝から支払われる給与を得て行っているからであり、大司令官の一人がその役所［の業務］を委託されている。もし、［一般の］人たちが一枚の銀のディルハム、あるいはディナール［金貨］を持って市場に行き、何かを買おうとしても、受け取ってもらえず、全く相手にされないので、結局、その金を［一ディナールにつき］一パーリシェントと両替して、望むものを購入することになるのである。
現在のイランを中心とするモンゴル政権のイルハン朝は、交鈔にならって1294年にチャーヴ（鈔）を発行して、これが西アジア初の紙幣となった。交鈔を参考にしたため漢字も印刷されており、当時のイルハン朝の君主ガイハトゥは金属貨幣の代わりにチャーヴを流通させようとした。しかしチャーヴは定着せず2ヶ月で回収となり、ガイハトゥの権威失墜にもつながった。
元を滅ぼして建国された明でも銅不足が問題となり、洪武元年（1368年）に紙幣の大明宝鈔を発行した。明は宝鈔を国内用通貨に定め、銅貨を貿易用の通貨とした。しかし宝鈔は増発によって価値が下がって鈔1貫が銅貨1、2文にまで落ちたため、英宗時代には銅貨や秤量銀貨の国内使用も解禁された。

## 関連文献
- 黒田明伸『歴史のなかの貨幣 銅銭がつないだ東アジア』岩波書店〈岩波新書〉、2025年。
- 宮澤知之「元代後半期の幣制とその崩壊」『鷹陵史学』第27巻、鷹陵史学会、2001年9月、53-92頁、ISSN 0386331X、2020年8月8日閲覧。
- 宮澤知之「明初の通貨政策」『鷹陵史学』第28巻、鷹陵史学会、2002年9月、91-126頁、ISSN 0386331X、2020年8月8日閲覧。
- 宮澤知之「元朝の財政と鈔」『歴史学部論集』第2巻、佛教大学歴史学部、2012年3月、43-64頁、ISSN 21854203、2020年8月8日閲覧。
- 宮澤知之「中国史上の財政貨幣」『歴史学部論集』第5巻、佛教大学歴史学部、2015年3月、53-63頁、ISSN 21854203、2020年8月8日閲覧。
- 安木新一郎「13世紀後半モンゴル帝国領雲南における貨幣システム」『国際研究論叢 : 大阪国際大学・大阪国際大学短期大学部紀要』第25巻第2号、大阪国際大学、2012年1月、123-132頁、CRID 1520572358425837440　、ISSN 09153586、2024年1月30日閲覧。